# امانزویل (تگزاس)
امانزویل، تگزاس (به انگلیسی: Ammannsville, Texas) یک محدوده ثبت‌نشده در ایالات متحده آمریکا است که در شهرستان فایت ایالت تگزاس واقع شده‌است.

## خصوصیات
امانزویل ۴۲ نفر جمعیت دارد و ۱۲۳٫۱۴ متر بالاتر از سطح دریا واقع شده‌است.